# Joel Beck
Joel Beck, né le 7 mai 1943 et mort le 14 septembre 1999 était un auteur de comics underground. Son œuvre la plus connue est Lenny of Laredo. 

## Biographie
Joel Beck naît le 7 mai 1943. Il commence à dessiner des comics dans les années 1960. Il crée Lenny of Laredo en 1965 qui est l'un des premiers comic strip underground avec The adventures of Jesus de Frank Stack et God Nose de Jaxon. Il travaille alors dans le même temps pour la société de carte de vœux Roth Greeting Cards. En 1966, il réalise deux autres comics : Marching Marvin et The Profit. Durant les années 1970, il publie des histoires dans de nombreux magazines underground et encre des posters de groupes de rock. Il abandonne alors cet univers. Dans les années 1990, il dessine l'album Spouts: The Whale Who Saved Christmas sur un scénario de Philip Howe, qui a longtemps été le scénariste de ses créations. Cet album est publié seulement en 2010. Joel Beck meurt à Point Richmond en Californie le 14 septembre 1999 de maladie liée à un alcoolisme chronique.